# Anna Ščerbakova
Anna Stanislavovna Ščerbakova (in russo Анна Станиславовна Щербакова?; tras. angl.: Anna Stanislavovna Shcherbakova; Mosca, 28 marzo 2004) è una pattinatrice artistica su ghiaccio russa, specializzata nel singolo. È la campionessa olimpica 2022, la campionessa mondiale 2021, la campionessa europea 2022 e la campionessa nazionale nelle stagioni 2019, 2020 e 2021. Ha vinto inoltre un argento ai campionati europei (2020) e un argento alla finale del Grand Prix (2019).
È stata la seconda pattinatrice al mondo a completare un quadruplo lutz in una competizione ufficiale. È anche la prima pattinatrice e la seconda atleta nella storia, dopo Nathan Chen, ad aver eseguito due quadrupli lutz nello stesso programma. Al Lombardia Trophy 2019 diventa la prima a portare a termine un quadruplo lutz come pattinatrice senior.
È allenata da Ėteri Tutberidze.

## Carriera
Pattina dall'età di 3 anni e mezzo, sempre presso il palaghiaccio "Chrustalnij" di Mosca, prima con Julija Krasinskaja e Oksana Bulyčëva, da novembre 2013 con Eteri Tutberidze.

### Stagione 2017-2018: l'infortunio
Si rompe una gamba in allenamento nell'estate 2017, di conseguenza non prenderà parte al circuito junior del Grand Prix. Nel 2018 si classifica al tredicesimo posto nei Campionati nazionali russi di livello juniores.

### Stagione 2018-2019: campionessa nazionale
Nella stagione 2018-19 fa il suo debutto internazionale partecipando a due tappe del Grand Prix ISU juniores: in Slovacchia ad agosto e in Canada a settembre, arrivando entrambe le volte prima e qualificandosi così per la finale a Vancouver. Nella finale si classifica sesta dopo il programma corto e quinta in totale, dopo aver avuto delle difficoltà in entrambi i segmenti di gara.
Alla fine di dicembre 2018 ai Campionati nazionali russi senior 2019, è quinta dopo il corto, ma nel libero atterra il quadruplo lutz, ottenendo 229.78 punti in totale e vincendo la medaglia d'oro.
Ai Campionati nazionali russi juniores è seconda dopo il programma corto e terza nel libero, e vince la medaglia di bronzo, dietro alle compagne di allenamento Aleksandra Trusova e Alëna Kostornaja.
Nel febbraio 2019 vince l'oro al Festival olimpico della gioventù europea di Sarajevo 2019 nel concorso ragazze.
A marzo 2019 prende parte ai Campionati Mondiali juniores a Zagabria e si piazza prima nel programma corto e seconda nel libero, vincendo l'argento dietro a Trusova.

### Stagione 2019-2020: il debutto come senior

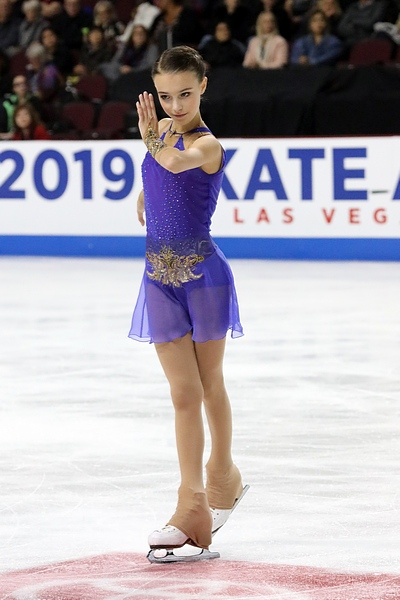
Durante il prog. libero di Skate America 2019

Anna fa il suo debutto come senior al Lombardia Trophy a Bergamo, dove si classifica terza dopo il programma corto a causa di un salto sottoruotato, e prima nel programma libero, vincendo l'oro davanti a Elizaveta Tuktamyševa e a Young You. Diventa, inoltre, la prima pattinatrice senior ad atterrare un quadruplo lutz.
Prende parte alla prima tappa del Grand Prix della stagione, lo Skate America, dove si piazza quarta dopo il corto per via di una caduta nella sequenza di passi, e prima nel libero, vincendo la medaglia d'oro. Diventa la prima pattinatrice ad atterrare due quadrupli lutz in un programma, di cui uno in combinazione con un triplo toeloop, e la seconda pattinatrice dopo Aleksandra Trusova a superare i 160 punti nel libero secondo il nuovo sistema. Vince anche la seconda tappa del Grand Prix, la Cup of China, qualificandosi così per la finale.
A Torino si classifica terza dopo il programma corto, dietro ad Alëna Kostornaja e Alina Zagitova, e prima nel libero, vincendo la medaglia d'argento dietro a Kostornaja e davanti a Trusova. Nel libero, atterra due quadrupli lutz e cade su un quadruplo flip.
Ai Campionati nazionali russi è seconda dopo il corto, con un punteggio di 79,93, ma ottiene 181,94 nel libero, per un totale di 261,87, che la porta a vincere il secondo titolo nazionale consecutivo. Viene di conseguenza selezionata per partecipare agli Europei 2020.
Agli Europei è seconda dopo il corto con 77,95 e prima nel libero con 159,81 punti; e vince l'argento dietro alla compagna di allenamenti Alëna Kostornaja.

### Stagione 2020-2021: debutto mondiale
In seguito alla cancellazione del Grand Prix per via del Coronavirus, partecipa a due tappe di Coppa di Russia, necessarie in via eccezionale per poter prendere parte ai nazionali, vincendole entrambe. Si ritira tuttavia dalla Rostelecom Cup, considerata come tappa di Grand Prix ma a livello prettamente domestico, per via di una polmonite.
Ai Nazionali 2021 vince entrambi i segmenti di gara, ottenendo così il suo terzo oro consecutivo, diventando la prima pattinatrice russa a farlo dopo Irina Sluckaja.
A febbraio 2021, partecipa al 2021 Channel One Trophy, gareggiando per il team Red Machine capitanato da Alina Zagitova. Si classifica seconda in entrambi i segmenti di gara, dietro a Kamila Valieva, e il team Red Machine vince il torneo.
Nel marzo del 2021 partecipa per la prima volta ai Campionati mondiali di pattinaggio di figura. Nel programma corto chiude in prima posizione con il punteggio di 81 punti, nel programma libero chiude seconda con 152 punti che le consentono di chiudere la rassegna iridata vincendo la prima medaglia d'oro ai mondiali.
Ad aprile 2021 partecipa al World Team Trophy insieme a Elizaveta Tuktamysheva e vincendo una medaglia d'oro insieme al Team Russia.

### Stagione 2021-2022: oro olimpico
In seguito alla vittoria ai Campionati mondiali, apre la stagione al Budapest Trophy, dove arriva prima nel programma corto e seconda nel programma libero, vincendo la medaglia d'argento dietro alla compagna di allenamento Maiia Khromykh, al suo debutto senior.
Viene assegnata al Gran Premio di Italia, che sostituisce la Cup of China, e all'Internationaux de France. In Italia, si classifica terza dopo il programma corto dopo un errore sulla combinazione, ma vince il programma libero e l'intera competizione, davanti a Maiia Khromykh e la belga Loena Hendrickx. In Francia presenta un nuovo programma corto e conduce la classifica dopo entrambi i segmenti di gara e vince dunque un secondo oro, davanti alla compagna di allenamento Alena Kostornaja e la giapponese Wakaba Higuchi. Ciò le permette di accedere alla Finale in Giappone, che tuttavia viene cancellata in seguito all'irrigidemento dei protocolli di ingresso nel paese.
Ai Campionati Nazionali si piazza seconda dopo il programma corto, dietro alla compagna di allenamento Kamila Valieva e, dopo un errore nel programma libero, arriva terza dietro a Valieva e Aleksandra Trusova. Agli Europei di Tallinn 2022, è quarta dopo il programma corto, in seguito a una caduta sul triplo lutz. Tuttavia, pattina un programma libero pulito con un quadruplo flip e vince la medaglia d'argento, ancora una volta dietro a Kamila Valieva. Il 30 gennaio 2024, a seguito della squalifica di Kamila Valieva da parte del TAS e l'annullamento di tutti i risultati sportivi della pattinatrice ottenuti dopo il Natale 2021,  Ščerbakova diventa la campionessa europea 2022.
Il 20 gennaio viene ufficializzata la sua partecipazione alle Olimpiadi Invernali di Pechino insieme alle due compagne di allenamento.
Alle Olimpiadi, è seconda dopo il programma corto, con un punteggio di 80,20, a meno di due punti dalla connazionale Valieva. Nel programma libero, esegue in apertura un quadruplo flip in combinazione con il triplo toeloop e un quadruplo flip singolo, seguiti da due doppi axel e altri quattro tripli puliti (di cui due in combinazione). Ottiene il suo miglior punteggio di sempre, 175.75, ed è il secondo libero della giornata, di due punti dietro a quello di Aleksandra Trusova. Dopo che Kamila Valieva, favorita per l'oro, commette diversi errori nel programma libero, Anna diventa la nuova campionessa olimpica, con un totale di 255.95, davanti a Trusova e alla giapponese Kaori Sakamoto.

## Programmi
| Stagione  | Programma Corto | Programma libero | Esibizione |
| --------- | --- | --- | --- |
| 2021-2022 | - The Songs of Distant Earth di Kirill Richter, coreografia di Daniil Glejchengauz - Dangerous Affairs di Inon Zur, coreografia di Daniil Glejchengauz                         | - Ruska di Apocalyptica - Il Maestro e Margherita di Igor Kornelyuk - Requiem di Wolfgang Amadeus Mozart, suonata da David Garrett, coreografia di Daniil Gleikhengauz                             | - Ave Maria di Dimaş Qūdaibergen ccoreografia di Daniil Glejchengauz - Gnossiennes: Gnossienne No.1 di Erik Satie suonata da Roland Pöntinen - The Firebird di Igor Stravinskij, coreografia di Daniil Glejchengauz |
| 2020-2021 | - Elegie: O Doux printemps d'autrefois di Jules Massenet, suonata da Joshua Bell, coreografia di Daniil Glejchengauz                                                           | - Morning Passages (da The Hours) di Philip Glass - Forgiveness (da The Home of the Dark Butterflies) di Panu Aaltio - Beethoven's 5 Secrets di The Piano Guys, coreografia di Daniil Glejchengauz | - Everybody Wants to Rule the World (da The Hunger Games: Catching Fire) di Lorde, coreografia Daniil Glejchengauz                                                                                                  |
| 2019-2020 | - The Girl with the Plums - Meeting Laura - Laura's Murder (da Profumo-Storia di un assassino) di Tom Tykwer, Johnny Klimek e Reinhold Heil coreografia di Daniil Glejchengauz | - Gnossiennes: Gnossienne No.1 di Erik Satie suonata da Roland Pöntinen - The Firebird di Igor Stravinskij coreografia di Daniil Glejchengauz                                                      | - Kimono di Strawhatz & Toyboys coreografia di Daniil Glejchengauz |
| 2018-2019 | - A Comme Amour di Richard Clayderman coreografia di Daniil Glejchengauz | - Introduction et Rondo Capriccioso di Camille Saint-Saens coreografia di Daniil Glejchengauz | - Dreamcatcher di Secret Garden - Kimono di Strawhatz & Toyboys coreografia di Daniil Glejchengauz |
| 2017-2018 | - Nocturnes, op. 9 di Chopin | - Dreamcatcher di Secret Garden (duo) | |

## Risultati
GP = Grand Prix; CS = Challenger Series; JGP = Junior Grand Prix
| Evento                                                                                    | 2016-17        | 2017-18        | 2018-19        | 2019-20        | 2020-21        | 2021-22        |
| Internazionali                                                                            | Internazionali | Internazionali | Internazionali | Internazionali | Internazionali | Internazionali |
| ----------------------------------------------------------------------------------------- | -------------- | -------------- | -------------- | -------------- | -------------- | -------------- |
| Giochi olimpici invernali                                                                 |                |                |                |                |                | 1°             |
| Campionati mondiali                                                                       |                |                |                | C              | 1°             |                |
| Campionati europei                                                                        |                |                |                | 2°             | C              | 1°             |
| GP Finale                                                                                 |                |                |                | 2°             |                | C              |
| GP Skate America                                                                          |                |                |                | 1°             |                |                |
| GP Cup of China                                                                           |                |                |                | 1°             |                |                |
| GP Rostelecom Cup                                                                         |                |                |                |                | R              |                |
| GP Italia                                                                                 |                |                |                |                |                | 1°             |
| GP Trophée Eric Bompard                                                                   |                |                |                |                |                | 1°             |
| CS Lombardia Trophy                                                                       |                |                |                | 1°             |                |                |
| Internazionali juniores                                                                   |                |                |                |                |                |                |
| Campionati mondiali juniores                                                              |                |                | 2°             |                |                |                |
| JGP Finale                                                                                |                |                | 5°             |                |                |                |
| JGP Canada                                                                                |                |                | 1°             |                |                |                |
| JGP Slovakia                                                                              |                |                | 1°             |                |                |                |
| Festival olimpico della gioventù europea                                                  |                |                | 1°             |                |                |                |
| Nazionali                                                                                 |                |                |                |                |                |                |
| Campionati russi                                                                          |                |                | 1°             | 1°             | 1°             | 3°             |
| Campionati russi juniores                                                                 | R              | 13°            | 3°             |                |                |                |
| Eventi a squadre                                                                          |                |                |                |                |                |                |
| World Team Trophy                                                                         |                |                |                |                | 1° S 1° P      |                |
| C = Evento cancellato; R = Ritirata; S = Risultato della squadra; P = Risultato personale |                |                |                |                |                |                |